# Otsomae bulg-eun kkeutdong
Otsomae bulg-eun kkeutdong (옷소매 붉은 끝동?; lett. "Il polsino rosso", anche nota con il titolo internazionale The Red Sleeve) è una serie televisiva sudcoreana trasmessa su MBC TV dal 12 novembre 2021 al 1º gennaio 2022, tratta dall'omonimo romanzo di Kang Mi-kang aventi per protagonisti delle versioni fittizie del re Jeongjo di Joseon e di una delle sue consorti, Uibin Seong.

## Personaggi e interpreti
- Yi San, poi Jeongjo di Joseon, interpretato da Lee Jun-ho e Lee Joo-won (da giovane)
- Seong Deok-im, poi Uibin Seong, interpretata da Lee Se-young e Lee Seol-ah (da giovane)
- Hong Deok-ro, interpretato da Kang Hoon e Choi Jeong-hoo (da giovane)

## Riconoscimenti
- APAN Star Award[4][5]
  - 2022 – Miglior regia a Jung Ji-in e Song Yeon-hwa
  - 2022 – Drama dell'anno
  - 2022 – Premio all'alta eccellenza, attore in una miniserie a Lee Jun-ho
- Asia Artist Award[6]
  - 2022 – Gran premio per l'attore dell'anno a Lee Jun-ho
- Baeksang Arts Award[7]
  - 2022 – Miglior attore a Lee Jun-ho
- Korea Broadcasting Award[8]
  - 2022 – Miglior drama televisivo
- Korea Communications Commission Broadcasting Award[9]
  - 2022 – Gran premio
- MBC Drama Award[10]
  - 2021 – Drama dell'anno
  - 2021 – Miglior coppia a Lee Jun-ho e Lee Se-young
  - 2021 – Miglior nuovo attore a Kang Hoon
  - 2021 – Miglior attrice di supporto a Jang Hye-jin
  - 2021 – Miglior sceneggiatore a Jung Hae-ri
  - 2021 – Premio alla carriera a Lee Deok-hwa
  - 2021 – Premio all'alta eccellenza, attore in una miniserie a Lee Jun-ho
  - 2021 – Premio all'alta eccellenza, attrice in una miniserie a Lee Se-young
- Seoul International Drama Award[11]
  - 2022 – Straordinario drama coreano